# Neocerura liturata
Neocerura liturata är en fjärilsart som beskrevs av Walker 1855. Neocerura liturata ingår i släktet Neocerura och familjen tandspinnare. Inga underarter finns listade i Catalogue of Life.